# Słaba* topologia operatorowa
Słaba* topologia operatorowa (*-słaba topologia operatorowa; także W*OT od ang. weak* operator topology) – dla pary przestrzeni Banacha E i F topologia lokalnie wypukła w przestrzeni B(E, F*) wszystkich ograniczonych operatorów liniowych z E w F* (przestrzeni sprzężonej do F) wprowadzona przez rodzinę półnorm fx, y danych wzorami:
{\displaystyle f_{x,y}(T)=(Tx)y=\langle Tx,y\rangle }
gdzie x ∈ E, y ∈ F, T ∈ B(E, F). Słaba topologia operatorowa może być równoważnie opisana przez zbieżność ciągów uogólnionych (sieci):
{\displaystyle T_{\alpha }{\xrightarrow {\rm {W{}^{*}OT}}}T\;\Leftrightarrow \;\langle T_{\alpha }x,y\rangle \to \langle Tx,y\rangle }
dla dowolnych x ∈ E, y ∈ F.
Nazwa pojęcia może być myląca ze względu na fakt, iż przestrzeń B(E, F*) sama jest przestrzenią sprzężoną do projektywnego iloczynu tensorowego E i F (w kanoniczny sposób), tj.
{\displaystyle {\boldsymbol {B}}(E,F^{*})\simeq \left(E{\hat {\otimes }}F\right)^{*},}
przez co ma ona (jako sprzężona przestrzeń Banacha) słabą* topologię pochodzącą od wspomnianej dualności.
Topologia W*OT w B(E, F*) jest słabsza od słabej topologii operatorowej (WOT) oraz pokrywa się z WOT w przypadku, gdy zarówno E, jak i F są przestrzeniami refleksywnymi (z tego powodu topologii tej nie rozważa się w oderwaniu od WOT w teorii algebr operatorów na przestrzeniach Hilberta).